# Савримович, Михаил Иосифович
Михаил Иосифович Савримович (15 октября 1901 (или 1902) — 27 марта 1967) — российский и советский гребец, тренер по академической гребле. Заслуженный мастер спорта СССР, Заслуженный тренер СССР.

## Биография
Окончил Петербургскую техническую школу. Участвовал в соревнованиях по гребле в 1923—1949 годах. В 1928 году, в паре с Петром Дундуром, стал первым Чемпионом СССР по академической гребле в парной двойке. Всего выигрывал Чемпионаты СССР восемнадцать раз.
Участвовал в Великой Отечественной войне. Имел воинское звание военинженера 3-го ранга, дошёл до Берлина.
После окончания войны вернулся в спорт. Выступал сначала как спортсмен, а потом и как наставник. Работал тренером на общественных началах в гребном клубе «Красное Знамя».
Владел четырьмя иностранными языками.
Параллельно работал главным инженером трамвайного управления города Ленинграда. В свободное время вместе со своей бывшей ученицей Верой Александровной Савримович, впоследствии ставшей его женой, продолжил тренировать гребцов. Вдвоём они и подготовили первого советского олимпийского чемпиона в гребле на одиночке Юрия Тюкалова (1952, 1956 гг) и чемпиона СССР Владимира Кирсанова.
В 1946 году был удостоен почётного звания «Заслуженный мастер спорта СССР», а в 1956 ― звания «Заслуженный тренер СССР».
Скончался 20 июня 1967 года.

### Семья
Отец — Иосиф Александрович Савримович ― генерал-майор Русской императорской армии, профессор, специалист в области строительства.
Супруга ― Вера Александровна Савримович, заслуженный тренер СССР.